# Moschellandsbergita
La moschellandsbergita és un mineral de la classe dels elements. El seu nom fa referència al lloc on fou descoberta l'any 1938, a la localitat de Landsberg, prop d'Obermoschel, Renània-Palatinat, Alemanya.

## Característiques
La moschellandsbergita és un mineral d'argent i mercuri, una amalgama metàl·lica de fórmula Ag₂Hg₃. És de color blanc platejat, i la seva duresa és de 3,5 a l'escala de Mohs. Té una alta densitat (13,5 g/cm³), i cristal·litza en el sistema cúbic formant cristalls euèdrics, és a dir, cristalls ben formats que mostren bona forma externa. Es pot extreure com a mena d'argent altament concentrada.
Segons la classificació de Nickel-Strunz, la moschellandsbergita pertany a «01.AD - Metalls i aliatges de metalls, família del mercuri i amalgames» juntament amb els següents minerals: mercuri, belendorffita, kolimita, eugenita, luanheïta, paraschachnerita, schachnerita, weishanita, amalgames d'or, potarita i altmarkita.

## Formació i jaciments
La moschellandsbergita es forma probablement com a producte d'alteració hidrotermal a baixa temperatura. Sol trobar-se associada a altres minerals com: metacinabri, cinabri, plata, tetraedrita, tennantita, pirita, esfalerita o calcopirita.